# كيت بيل (ممثلة)
كيت بيل (بالإنجليزية: Kate Bell)‏ هي ممثلة بريطانية، ولدت في 21 أبريل 1981.

## وصلات خارجية
- كيت بيل (ممثلة) على موقع IMDb (الإنجليزية)